# Trattato di Brétigny
Il trattato di Brétigny fu firmato l'8 maggio 1360 nell'omonima località (un villaggio vicino a Sours e Chartres), tra Edoardo III, re d'Inghilterra e Giovanni II, detto il Buono, re di Francia. L'accordo consentiva una tregua di nove anni nel corso della guerra dei cent'anni, segnando la fine della prima fase della guerra dei cent'anni, la "Guerra edoardiana", che infuriò dal 1337 fino al 1360, e segnò la fine dell'incontrastata egemonia francese sull'Europa occidentale.

## Contesto
Due decenni di conflitti continui tra inglesi e francesi avevano ridotto i possedimenti dei primi in Francia: la Normandia e buona parte dell'Aquitania erano state progressivamente recuperate dalla dinastia dei Capetingi.
La guerra dei cent'anni era scoppiata per una disputa dinastica: essendo Edoardo III il nipote di Filippo il Bello e potendo aspirare al trono di Francia, gli fu invece preferito Filippo VI per delle ragioni di nazionalismo.
La prima fase della guerra fu segnata da cocenti sconfitte francesi, nella campagna in Guascogna, e anche nella battaglia di Crécy e in quella di Poitiers. Essendo la società francese basata su un feudalesimo religioso, la nobiltà doveva giustificare l'origine divina del suo potere mediante una condotta eroica sul campo di battaglia ("Dio dona la vittoria ai più virtuosi"). L'esercito inglese inferiore numericamente, ma molto organizzato, riportò di conseguenza delle vittorie schiaccianti, che screditarono l'aristocrazia francese.
Il sovrano Giovanni II fu fatto prigioniero alla battaglia di Poitiers (1356) e detenuto a Londra.
Gli inglesi cercarono di imporre un primo trattato di Londra, ove la liberazione del re si sarebbe ottenuta mediante il pagamento di quattro milioni di libbre e la cessione dell'Aquitania al regno d'Inghilterra. Tale trattato non comportava la rinuncia di Edoardo III al trono francese.
Le sconfitte francesi tuttavia avevano screditato la nobiltà di Francia e nel 1358 il paese fu devastato dalla guerra civile: Étienne Marcel e Carlo II di Navarra volevano sfruttare la Jacquerie per conseguire il potere. La lotta tra Étienne Marcel e il Delfino, il futuro Carlo V di Francia, e lo scoppio della Jacquerie avevano di molto indebolito la capacità francese di rispondere e reagire alle minacce degli eserciti stranieri. Gli inglesi vollero quindi aumentare le rivendicazioni avanzate precedentemente mediante un secondo trattato di Londra, con cui reclamarono l'Aquitania e la Normandia, ma capirono che per ottenere una pace duratura dovevano rinunciare alla corona di Francia. Nonostante ciò, per la ratifica del suddetto trattato era necessario il consenso di Carlo V, il quale esercitava la reggenza durante la prigionia del padre. Carlo, con il consenso di quest'ultimo, riunì gli Stati generali, che rifiutarono l'accordo; questo permise di esonerare il re e il reggente da ogni responsabilità, salvando nel contempo la vita del sovrano. Edoardo III organizzò una nuova incursione a cavallo (denominata in francese chevauchée), che doveva condurlo a Reims, la città dell'incoronazione.
Contrariamente alle chevauchée del 1346 e del 1356, che si erano concluse con delle vittorie schiaccianti a Crécy e Poitiers, questa si risolse in un fiasco. Edoardo III si confrontò con la cosiddetta tattica della "terra deserta" (ossia la pratica di fare il vuoto davanti al nemico, senza distruggere i centri abitati), ritrovandosi tormentato da tutte le parti, affamato e privo dei cavalli, morti per mancanza di foraggio. I resti del suo esercito furono decimati da una terribile ondata di gelo, fenomeno che fu interpretato come un segno divino. Infine il sovrano apprese che dei marinai normanni avevano attaccato e depredato il porto di Winchelsea, seminando il panico in Inghilterra. Edoardo si reimbarcò mestamente, dopo aver negoziato gli accordi preliminari per il futuro trattato di Brétigny. Il suo sogno di essere incoronato re di Francia si volatilizzò con questo fallimento.

## Il trattato

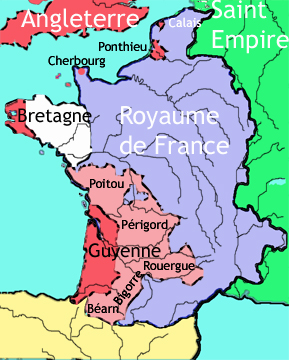
1365: La Francia dopo il trattato di Brétigny e di Guérande. In rosso: territori controllati da Edoardo III prima del trattato di Brétigny. In rosso chiaro: territori ceduti dalla Francia all'Inghilterra in virtù del trattato di Brétigny nel 1360. In bianco: il ducato di Bretagna alleato degli inglesi.

Il trattato pose termine a quattro anni di prigionia a Londra di Giovanni II, ivi detenuto dalla battaglia di Poitiers (19 settembre 1356), il quale fu rilasciato per un riscatto di 3 milioni di scudi d'oro. Degli ostaggi furono liberati per garantire il pagamento, di cui il più importante fu senza dubbio l'ambasciatore e consigliere Bonabes IV di Rougé e di Derval.
Gli inglesi ottennero la Guienna e la Guascogna in tutta sovranità così come Calais, il Ponthieu e la contea di Guines. Ottennero inoltre la contea del Poitou (di cui tuttavia era conte Giovanni di Berry, figlio di Giovanni II), il Périgord, il Limosino, l'Angoumois e la Saintonge. Infine divennero sovrani di tutte le terre della contea d'Armagnac, ricevendo l'Agenais, il Quercy, il Rouergue, la contea di Bigorre e la contea di Gaure.
Per contro, Edoardo III rinunciò al ducato di Normandia e di Turenna, alle contee del Maine e d'Angiò e alla sovranità sulla Bretagna e sulle Fiandre. Egli rinunciò soprattutto a rivendicare la corona di Francia. Tale trattato mirò a neutralizzare tutte le lamentele che avevano portato all'innesco del conflitto.

## Effetti
Carlo V aveva bisogno di tempo per riorganizzare il paese e mettere fine all'instabilità che vi regnava. Egli inviò quindi Bertrand du Guesclin a riunire le grandi compagnie di mercenari che devastavano le campagne per combattere Pietro I di Castiglia nel suo paese. Queste impegnarono gli inglesi in Spagna (alleati di Pietro il Crudele) e permisero di allacciare una preziosa alleanza con il nuovo re di Castiglia Enrico II. Il riscatto non fu pagato che parzialmente e il trattato di Brétigny non durò molto, ma permise una tregua di nove anni, la quale non chiudeva i conti sugli altri fronti di guerra: negli anni che seguirono, infatti, i francesi si batterono contro gli anglo-navarrini (si ricordi al proposito la vittoria di Bertrand du Guesclin a Cocherel il 16 maggio 1364) e contro i bretoni.